# کنت والتز
کنت نیل والتز (به انگلیسی: Kenneth Neal Waltz) (ژوئن ۱۹۲۴–۱۲ مه ۲۰۱۳) محقق علوم سیاسی آمریکایی است. وی مدرک کارشناسی ارشد خود را در سال ۱۹۵۰ از دانشگاه کلمبیا گرفت و در سال ۱۹۵۴ رساله دکترای خود را به پایان برد که در همان سال منتشر شد و مورد تحسین فراوان قرار گرفت. او عضو هیئت علمی دانشگاه برکلی و همچنین دانشگاه کلمبیا بود. کنت والتز یکی از برجسته‌ترین محققان در زمینه روابط بین‌الملل بوده‌است.
او بنیان‌گذار نوواقع گرایی یا واقع گرایی ساختاری در نظریه روابط بین‌الملل می‌باشد. نظریه والتز به‌طور گسترده در روابط بین‌الملل مورد بحث قرار گرفت.
در سال ۱۹۸۱، والتز رساله‌ای منتشر کرد که در آن استدلال شده بود که گسترش سلاح‌های هسته‌ای احتمال صلح بین‌المللی را افزایش خواهد داد.